# Niekarmia
Niekarmia (niem. Niekarm, 1936-1945 Dürrwalde) – wieś sołecka w Polsce położona w województwie śląskim, w powiecie gliwickim, w gminie Rudziniec.
W latach 1975–1998 miejscowość administracyjnie należała do województwa katowickiego.

## Nazwa
W księdze łacińskiej Liber fundationis episcopatus Vratislaviensis (pol. Księga uposażeń biskupstwa wrocławskiego) spisanej za czasów biskupa Henryka z Wierzbna w latach 1295–1305 miejscowość wymieniona jest w zlatynizowanej formie Necarma.

## Historia
Wieś wzmiankowana w 1222 roku.

## Turystyka
Przez wieś przebiega szlak turystyczny:
- - Szlak Stulecia Turystyki